# اکمزار، گولاگاش
اکمزار، گولاگاش (به لاتین: Akmezar, Gülağaç) یک منطقهٔ مسکونی در ترکیه است که در استان آق‌سرای واقع شده‌است.